# Jailton Nunes de Oliveira
Jailton Nunes de Oliveira (født 30. januar 1974) er en tidligere brasiliansk fodboldspiller.
Han har spillet for flere forskellige klubber i sin karriere, herunder Bellmare Hiratsuka.